# Road to Boston
Pour plus de détails, voir Fiche technique et Distribution.
Road to Boston (hangeul : 1947 보스턴 ; litt. « 1947 Boston ») est un film sud-coréen réalisé par Kang Je-gyu, sorti en 2023.
Il s'agit d'une histoire réelle sur les athlètes coréens qui ont participé au marathon de Boston en 1947, première course pédestre internationale depuis la Seconde Guerre mondiale.

## Synopsis
En 1936, aux Jeux olympiques de Berlin, Son Ki-Jeong remporte la médaille d'or au marathon, un nouveau record du monde. Ce dernier, ayant couvert le drapeau japonais sur son maillot avec un pot de fleurs alors qu'il se tenait sur le podium, devient du jour au lendemain un héros national, mais n'est plus en mesure de courir à cause de l'oppression japonaise. En 1947, à Séoul, après la libération de Corée, Son Ki-jeong, devenu entraîneur, rencontre Suh Yun-bok à qui il propose de participer au marathon de Boston.

## Fiche technique
Sauf indication contraire ou complémentaire, les informations mentionnées dans cette section peuvent être confirmées par la base de données KMDb
- Titre original : 1947 보스턴
- Titre anglophone : Road to Boston
- Réalisation : Kang Je-gyu
- Scénario : Lee Sang-hyoun
- Musique : Lee Dong-june
- Décors : Park Il-hyun
- Costumes : Chae Kyung-wha
- Photographie : Choe Chan-min
- Son : Kim Suk-won
- Montage : Park Gok-ji et Yi Yun-hui
- Production : Kim Sol
- Production déléguée : Jang Won-seok et Kang Je-gyu
- Sociétés de production : B.A. Entertainment, Big Picture et Saetbyeol Media[1]
- Société de distribution : Lotte Entertainment
- Pays de production :  Corée du Sud
- Langue originale : coréen
- Format : couleur
- Genres : biographie, drame, sport
- Durée : 108 minutes
- Date de sortie[2] :
  - Corée du Sud : 27 septembre 2023

## Distribution
- Ha Jeong-woo : Son Ki-Jeong
- Yim Si-wan : Suh Yun-bok
- Bae Sung-woo (en) : Nam Sung-yong
- Kim Sang-ho (en) : Baek Nam-hyeon
- Oh Hee-jun : Dong-gu, ami de Yun-bok
- Park Hyo-joo (en) : Yoon-seo, épouse de Sung-yong
- Seo Jeong-yeon (en) : la mère de Yun-bok
- Choi Gyu-hwan : Lee Gil-Yong, journaliste
- Song Young-chang : le président Hong
- Lee Gyu-bok : l'interprète
- Jeong Young-joo : la mère d'Ok-rim
- Ron Kelly : le major général John R. Hodge
- Park Eun-bin : Ok-rim (apparition exceptionnelle)
- Lim Hyun-seong : le président de l'association coréenne

## Production

### Développement
En juillet 2018, on apprend que le réalisateur Kang Je-gyu prépare son film intitulé Boston 1947 (보스턴 1947), coproduit par Saetbyeol Media, B.A. Entertainment et Big Picture.

### Attribution des rôles
|  |

En juillet 2018, Ha Jung-woo est choisi pour le rôle principal. En avril 2019, Yim Si-wan y égalament engagé pour le rôle principal, celui de Suh Yun-bok. En septembre 2019, Bae Seong-woo se joint à l'équipe de tournage. Park Eun-bin, Kim Sang-ho et Choi Gyu-hwan font partie de la distribution. Ces deux premiers ont pour rôles d'Ok-rim et Baek Nam-hyeon. En septembre 2023, Park Hyo-joo, Oh Hee-jun, Seo Jeong-yeon et Jeong Young-joo sont révélés.

### Tournage
Le tournage commence le 9 septembre 2019, à Séoul. En janvier 2020, les acteurs partent à Sydney, en Australie, pour les prises de vues,,.

### Musique
La musique du film est composée par Lee Dong-june.

## Accueil

### Sortie
Le film sort le 27 septembre 2023 en Corée du Sud, coïncidant avec les congés sud-coréens,.

### Box-office
Le 11 octobre 2023, ce film a enregistré 893 427 spectateurs venant de 1 282 salles de cinéma, en Corée du Sud.